# Czwarta ofiara
Czwarta ofiara (szw. Det fjärde offret) – powieść kryminalna szwedzkiej pisarki Mari Jungstedt, opublikowana w 2011, a w Polsce w 2013 w tłumaczeniu Wojciecha Łygasia.

## Treść
Jest dziewiątą powieścią cyklu, w którym występuje detektyw Anders Knutas, komisarz policji z Visby na szwedzkiej wyspie - Gotlandii. Pomaga mu energiczna Karin Jacobsson. W tej części akcja dotyczy napadu na oddział Sparbanku przy ul. Donnersgatan w spokojnym nadmorskim kurorcie Klintehamn na Gotlandii. Podczas ucieczki bandyci śmiertelnie potrącili jadącą na dziecięcym rowerku kilkuletnią Maję Rosén. Wkrótce w okolicy wsi Hejde i Dans znaleziono w sławojce zabitego ostrym narzędziem jednego ze złodziei (Joakima Erikssona z Tofty) wraz z workiem zniszczonych banknotów. Autorka cofa się też do roku 1994, w którym miały miejsce ważne wydarzenia, opisywane z punktu widzenia uczestników napadu, zwłaszcza nastolatki z patologicznej rodziny - Terese Larsson.
Powieść ukazuje hermetyczny świat szwedzkich klubów i gangów motocyklowych wraz z prezentowanym przez ich członków systemem wartości.
Równolegle kontynuowany jest wątek miłosny (zapoczątkowany w pierwszej części - Niewidzialny) pomiędzy Johanem Bergiem (reporterem szwedzkiej telewizji) a Emmą Winarve (nauczycielką z Romy). Małżeństwo Andersa Knutasa przeżywa natomiast kryzys związany z wyjazdem jego małżonki - Line do pracy w Kopenhadze. Następuje nieoczekiwane iskrzenie uczuciowe pomiędzy nim a Karin Jacobsson.